# Leucoraja fullonica
Espèce
Synonymes
- Raja fullonica Linnaeus, 1758

Statut de conservation UICN

 VU  : Vulnérable
La raie chardon, Leucoraja fullonica, est une espèce de raies.

## Distribution
La raie chardon est présente dans l'Atlantique nord-est, de l'Islande et la Norvège au Nord jusqu'au Maroc au Sud, ainsi qu'en Méditerranée.